# Щекур'я
Щекур'я́ (рос. Щекурья) — присілок у складі Березовського району Ханти-Мансійського автономного округу Тюменської області, Росія. Входить до складу Саранпаульського сільського поселення.
Населення — 102 особи (2010, 196 у 2002).
Національний склад станом на 2002 рік: мансі — 50 %, комі — 33 %.